# Cara Judea Alhadeff
Cara Judea Alhadeff (* 1971 in Boulder, Colorado) ist eine US-amerikanische Photo- und Objektkünstlerin. Sie lebt und arbeitet in San Francisco.

## Leben
Cara Judea Alhadeff studierte von 1993 bis 1995 Philosophie und Photographie an der Pennsylvania State University und schloss das Studium mit 'summa cum laude' ab. Ihre Werke wurden in zahlreichen Solo- und Gruppenausstellungen in den USA, Europa und Asien gezeigt.

## Werke (Auswahl)
- The Gestation Project (2006), Lyon Photo Biennale, Lyon, Frankreich
- Captive Nomads (2005), Van Campen & Rochtus Galerie, Antwerpen, Belgien
- In-Sight (2004), ODC Theater, San Francisco, USA